# Toka McBaror
Toka McBaror es un productor y director de cine nigeriano.

## Biografía
McBaror nació en Kaduna, estado de Kaduna, Nigeria, pero es oriundo del estado de Delta.
En 2011, dirigió el video musical de la cantaqnte nigeriana J'odie, " Kuchi Kuchi (Oh Baby)".
Dirigió la película, "Blogger's Wife", estrenada en los cines nigerianos el viernes 10 de febrero de 2017 y producida por Seun Oloketuyi, con actores y actrices de Nollywood como Segun Arinze, Adejumoke Aderounmu, Deyemi Okanlawon, Ijeoma Grace Agu y Adeniyi Johnson. En 2017, "Kada River", una película producida por él, fue nominada a un premio en el Festival de Cine de Nollywood en Toronto, Canadá y en los Golden Movie Awards 2017, fue nominada en seis categorías: Mejor película, Mejor director, Mejor fotografía, Mejor director de arte, Mejor vestuario,Mejor editor de sonido.
En agosto de 2018, su película "The Island" fue premiada como "Mejor película africana" y él como "Mejor director de Nollywood" en el Festival Internacional de Cine de Nollywood de Toronto, TINFF, que tuvo lugar en Canadá. En septiembre del mismo año, dirigió la película "Merry Men: The Real Yoruba Demons". Fue nuevamente nominado para las categorías de "Mejor fotografía" y "Mejor director" en los premios ZAFAA Global Awards, por su película de 2017, Lotanna.
En el 2019, lanzó la serie de televisión de acción Paper Boat.
A principios de 2020, dirigió la película "Double Strings" con Lilian Afegbai. Más tarde, el 22 de febrero en una conferencia de prensa en Abuya, anunció la audición para su nueva película titulada Red Caravan, que dirigiría y coproduciría, con un costo de producción estimado de 61. millones de nairas, y sería rodada en el estado de Kaduna. La película se centra en la epilepsia y está ambientada en la década de 1880, en un período en el que prosperaba la trata de esclavos.

## Filmografía
| Año  | Título                | Cantante | Papel    | Ref. |
| ---- | --------------------- | -------- | -------- | ---- |
| 2011 | Kuchi Kuchi (Oh bebé) | J'odie   | director |      |

### Películas
| Año  | Título                            | Papel                  | Ref.          |
| ---- | --------------------------------- | ---------------------- | ------------- |
| 2020 | Las crónicas                      | director               | [ 16 ] [ 17 ] |
| 2020 | Cuerdas dobles                    | director               |               |
| 2019 | Barco de papel                    | director               |               |
| 2019 | Los Millones                      | codirector             |               |
| 2019 | Made in Heaven                    | director               | [ 18 ]        |
| 2018 | Merry Men: The Real Yoruba Demons | director               |               |
| 2018 | La isla                           | director               | [ 19 ]        |
| 2018 | Kada River'                       | director y coproductor | [ 20 ]        |
| 2017 | Lotanna                           | director               |               |
| 2017 | Esposa del blogger                | director               |               |
| 2015 | Ikogosi                           | director y productor   |               |
| 2014 | Cobweb Tomorrow                   | director               | [ 21 ]        |

## Premios y nominaciones
| Año  | Premiación | Categoría                   | Nominado                | Resultado |
| ---- | ---------- | --------------------------- | ----------------------- | --------- |
| 2018 | ZAFAA      | Mejor cinematografía        | Él mismo                | Nominado  |
| 2018 | ZAFAA      | Mejor director              | Él mismo                | Nominado  |
| 2018 | TINFF      | Mejor director de Nollywood | Él mismo                | Ganador   |
| 2017 | GMA        | Mejor película              | Lotanna                 | Ganador   |
| 2017 | GMA        | Mejor director              | Él mismo (por Lotanna ) | Ganador   |
| 2017 | GMA        | Mejor fotografía            | Él mismo (por Lotanna ) | Ganador   |
| 2017 | GMA        | Mejor director de arte      | Él mismo (por Lotanna ) | Ganador   |
| 2017 | GMA        | Mejor disfraz               | Lotanna                 | Ganador   |
| 2017 | GMA        | Mejor editor de sonido      | Él mismo                | Ganador   |